# Highway Star
Highway Star ist ein Lied der britischen Hard-Rock-Band Deep Purple, das im Laufe des Jahres 1971 entstand. Es wurde als Eröffnungsstück für das 1972er Album Machine Head verwendet und erschien in Japan und den USA auch als Single. Highway Star zählt zu den ersten und wichtigsten Wegbereitern von Heavy Metal und Speed-Metal.

## Hintergrund
Laut Ritchie Blackmore entstand das Lied am 13. September 1971 in einem Tourneebus auf der Fahrt nach Portsmouth, als ein anwesender Journalist ihn fragte, wie er seine Lieder arrangiere. Daraufhin spielte ihm Blackmore auf seiner Akustikgitarre ein soeben improvisiertes Riff vor, während Ian Gillan den Song mit Gesang ausstattete. Das Lied wurde nach einigen Verfeinerungen noch am selben Abend in Portsmouth uraufgeführt und im September im deutschen Fernsehen in der Sendung Beat-Club präsentiert. Noch vor seiner Erstveröffentlichung auf dem Album Machine Head begann die Gruppe mit diesem Lied ihre Konzerte zu eröffnen und tat das für die folgenden zwei Jahre. Danach übernahm das Stück Burn diese Rolle, Highway Star blieb aber fest im Live-Repertoire von Deep Purple. Bei der Wiedervereinigung im Jahr 1984 wurde Highway Star erneut als Eröffnungsstück verwendet. Seit 1993, nach seiner Ablösung als „Konzerteröffner“ durch Fireball, wird das Lied zum Abschluss der Liveaufführungen gespielt. Eine sehr „impulsiv-stürmische“ gestaltete Livevariante dieses Liedes wurde auf dem Livealbum Made in Japan veröffentlicht.
Als markantes Charakteristikum von Highway Star zählt das im letzten Drittel des Songs gespielte Gitarrensolo von Ritchie Blackmore. Dieses Solo wurde von dem Magazin Guitar World auf Platz 15 der „100 Greatest Guitar Solos“ gelistet. Als weiteres Merkmal gilt das Orgelsolo Jon Lords, für beide Soli werden gerne Bezüge zur klassischen Musik (von H. Purcell, A. Vivaldi, J. S. Bach und W. A. Mozart) hergestellt, jedoch lassen sich diese durch eine musikalische Analyse lediglich oberflächlich und keineswegs zwingend nachweisen. Der Song Highway Star wurde vom britischen Automagazin Top Gear auf dem 5. Platz der Greatest Driving Song of All Time gelistet. Bassist Roger Glover selbst bescheinigte, dass Highway Star „der endgültige Deep-Purple-Song sei“. Die Zeitschrift Ultimate Classic Rock listete Highway Star auf Platz 2 der Top 10 Deep Purple Songs.

## Struktur
Der Song beginnt mit einem 35 Sekunden langem Bass- bzw. Gitarrenintro, bevor zum ersten Mal ein rhythmisch markantes und den Song prägendes Riff erklingt. Die Struktur des Songs nach dem Intro lässt sich wie folgt verstehen: Verse – Verse – Instrumental Solo (Orgel) – Interlude – Verse – Instrumental Solo (Gitarre) – Verse. In der Album-Version von Maschine Head endet der Song mit einem Outro. In der Forschung wurde darauf hingewiesen, dass sich eine Beziehung zwischen der im Verse exponierten pentatonischen Struktur des Lead-Gesangs (g, f, d, c, a), den harmonischen Ebenen des Verse (G, F, D, a und C) sowie der Vertonung der Refrainzeile „I'm a Highway Star“ (C-D-F-G-A) herstellen lässt. Ein solcher Bezug zwischen verschiedenen Ebenen eines Songs, der sich auch in anderen Hardrock-Songs nachweisen lässt, kann als „fraktale Struktur“ bezeichnet werden.

## Highway Starin der Populärkultur
Aufgrund seiner Geschwindigkeit und Thematik wurde Highway Star zu einem der populärsten Rocksongs. Er wurde in verschiedenen Kinofilmen, Fernsehserien oder Computerspielen verwendet und von vielen Bands aus dem Genre des Speed Metal und anderen Stilrichtungen der Rockmusik gecovert.

### Soundtracks
- Kinofilme: Chicks, El Lobo – Der Wolf, Ein Sommer in der Provence  und Confusion – Sommer der Ausgeflippten
- Fernsehserien: CSI Vegas, CSI: NY, My Name is Earl, Die Simpsons, Die wilden Siebziger, Ash vs. Evil Dead, The Expanse

- Computerspiele: Rock & Roll Racing, Rock Band, Grand Theft Auto: The Ballad of Gay Tony, Grand Theft Auto IV: The Lost and Damned, Rock Revolution, Elite Beat Agents

### Coverversionen
Highway Star wurde seit 1973 von diversen Bands und Interpreten aus den Genres Rock und Metal gecovert.
- Puhdys (1973, Single, gemeinsam mit Hell Raiser von The Sweet)
- Rainbow
- The Dead Daisies
- Night Ranger (Cover des Gitarrensolos)
- Faith No More (eine Liveversion auf dem Compilationsalbum Who Cares a Lot?)
- Blitzkrieg (auf deren 1981er Demo Blitzed Alive!)
- Metal Church
- Buckcherry
- Type O Negative (auf ihren Alben NASCAR: Crank It Up und The Best of Type O Negative)
- Alter Bridge (live)
- Dream Theater (live, zusammen mit dem Rest des Made in Japan-Albums)
- Do As Infinity (live)
- Chickenfoot (auf dem Album Re-Machined: A Tribute to Deep Purple's Machine Head, auch live)
- Point Blank
- Stryper (auf dem Album The Covering)
- Angelus Apatrida
- Gwar/Projekt X-Cops (Cover auf dem Album You Have the Right to Remain Silent...)
- Glenn Hughes
- Steve Vai
- Chad Smith
- Phil X

### Diverses
- In den 1990er Jahren baute der Ruhrpottkabarettist Herbert Knebel eine Version von Highway Star in sein Programm ein.
- Die Band Stiff Little Fingers nannte sich in einer früheren Inkarnation Highway Star.[12]